# Camps de Serratacó
Els Camps de Serratacó és un paratge de camps de conreu del terme municipal de Sant Quirze Safaja, de la comarca del Moianès.
Estan situats a l'oest-nord-oest de la masia de Serratacó, a migdia de la Baga de Serratacó. Són en el sector nord del terme municipal, a tocar del límit amb el terme de Castellcir, al nord del torrent de la Corona.